# Bigadiç (district)
Bigadiç is een Turks district in de provincie Balıkesir en telt 49.676 inwoners (2007). Het district heeft een oppervlakte van 1028,5 km².
De bevolkingsontwikkeling van het district is weergegeven in onderstaande tabel.
| 1997   | 2000   | 2007   |
| ------ | ------ | ------ |
| 51.127 | 49.957 | 49.676 |